# Hydrophoria pallipes
Hydrophoria pallipes är en tvåvingeart som först beskrevs av Robineau-desvoidy 1830.  Hydrophoria pallipes ingår i släktet Hydrophoria och familjen blomsterflugor.
Artens utbredningsområde är Frankrike. Inga underarter finns listade i Catalogue of Life.